# Micaela Riera
María Micaela Riera (Ciudad de Santa Fe, Santa Fe; 18 de julio de 1991) es una actriz y modelo argentina. Es conocida por sus papeles en Consentidos (2009-2010), Señales del fin del mundo (2013-2014) y El amor después del amor (2023).

## Carrera profesional
Riera inició su carrera como modelo a los 14 años, formando parte de la agencia de Pancho Dotto. En 2009, con 17 años, consiguió el papel de Valentina, tras pasar por un casting en la telenovela infanto-juvenil Consentidos, emitida por Canal 13 y Disney Channel entre finales de 2009 y 2012, lo que le valió reconocimiento en Europa e Israel. Luego, en 2011, realizó una participación especial como Marisa en la serie Peter Punk, de Disney XD, y tuvo una aparición en la telenovela Cuando me sonreís, emitida por Telefe. Ese mismo año, protagonizó la obra teatral Atlántida, un mundo bajo el mar, junto a Thiago Batistuta, siendo dirigidos por Alicia Zanca y Nicolás Perez Costa.
En 2012, Riera participó de las ficciones 30 días juntos y Graduados. Al año siguiente, consiguió el papel de Lorena en la serie Aliados, sin embargo, abandonó la producción para protagonizar otro proyecto. Es así que pasó a protagonizar la serie infanto-juvenil Señales del fin del mundo, de la TV Pública, en la cual interpretó a Catalina "Cata" Pertichelli y que también tuvo gran repercusión en términos de audiencia en Italia a través de Disney Channel, donde ofreció varios conciertos. En 2016, coprotagonizó el cortometraje Los últimos días de Betina Ruiz y apareció como estrella invitada en la telenovela Educando a Nina, de Telefe. Asimismo, fue una de las protagonista de la obra Sincronizadas en el teatro Porteño.
Seguidamente, participó de la telenovela cómica Fanny la fan (2017) y se integró al elenco de la segunda temporada de la ficción infantil Heidi, bienvenida a casa, emitida por Nickelodeon, donde interpretó el papel de Sofía. A su vez, interpretó el papel de una escribana en la obra Amoricia, que fue estrenada en el teatro Porteño. En 2019, Riera se sumó el elenco de la serie Atrapa a un ladrón, de Telefe, en la cual personificó a Diana Sapojnic, y protagonizó el cortometraje Calycera, donde interpretó a una princesa que lleva por nombre el título de la cinta.
En 2020, Riera protagonizó la obra teatral Dobles de riesgo, dirigida por Josefina Pieres en el Microteatro. En 2021, fue fichada para integrar el elenco de la película Los bastardos, dirigida por Pablo Yotich. Poco después, se anunció que había sido elegida para interpretar a la cantante Fabiana Cantilo en la serie El amor después del amor, de Netflix, que retrata la vida de Fito Páez.

## Filmografía

### Cine
| Año  | Título                          | Papel    | Notas               |
| ---- | ------------------------------- | -------- | ------------------- |
| 2013 | Planeta globalizado             | Modelo   | Película documental |
| 2016 | Los últimos días de Betina Ruiz | Camila   | Cortometraje        |
| 2019 | Calycera                        | Calycera | Cortometraje        |
| 2023 | Los bastardos                   | Roxana   |                     |
| 2025 | No preguntes                    | Lisa     |                     |

### Televisión
| Año       | Título                    | Papel                       | Notas                                                        |
| --------- | ------------------------- | --------------------------- | ------------------------------------------------------------ |
| 2009-2010 | Consentidos               | Valentina                   |                                                              |
| 2011      | Peter Punk                | Marisa                      | Episodio: «Familia Punk»                                     |
| 2011      | Cuando me sonreís         |                             |                                                              |
| 2012      | 30 días juntos            | Luna                        |                                                              |
| 2012      | Graduados                 | Malena                      |                                                              |
| 2013      | Aliados                   | Lorena                      |                                                              |
| 2013-2014 | Señales del fin del mundo | Catalina «Cata» Pertichelli |                                                              |
| 2016      | Educando a Nina           | Ella misma                  | Capítulo: «Renzo le avisa a Nina que podría volverse al sur» |
| 2017      | Fanny la fan              |                             |                                                              |
| 2017      | Heidi, bienvenida a casa  | Sofía                       |                                                              |
| 2019      | Atrapa a un ladrón        | Diana Sapojnic              |                                                              |
| 2022-2024 | El encargado              | Marina                      |                                                              |
| 2023      | El amor después del amor  | Fabiana Cantilo             |                                                              |
| 2023-2024 | Buenos chicos             | Mía Vélez                   |                                                              |
| 2025      | Nieve roja                | Ona                         |                                                              |

### Videos musicales
| Año  | Título            | Papel             | Artista          |
| ---- | ----------------- | ----------------- | ---------------- |
| 2017 | «Mañanas sin sol» | Interés romántico | Leonardo Centeno |

## Teatro
| Año       | Título                          | Papel     | Lugar          |
| --------- | ------------------------------- | --------- | -------------- |
| 2011      | Atlántida, un mundo bajo el mar | Sluvis    |                |
| 2016-2017 | Sincronizadas                   |           | Teatro Porteño |
| 2017      | Amoricia                        | Escribana | Teatro Porteño |
| 2020      | Dobles de riesgo                |           | Microteatro    |
| 2023      | El divorcio                     | Mercedes  | Multiteatro    |
| 2024      | Porteñas                        | Carmen    | Teatro Astral  |

## Premios y nominaciones
| Año  | Premiación                                | Categoría                             | Trabajo                  | Resultado   | Ref(s)        |
| ---- | ----------------------------------------- | ------------------------------------- | ------------------------ | ----------- | ------------- |
| 2014 | Kids Choice Awards Argentina              | Diosa                                 | Ella misma               | Prenominada | [ 19 ]        |
| 2023 | Premios Produ                             | Mejor actriz revelación               | El amor después del amor | Ganadora    | [ 20 ]        |
| 2023 | Premios Cóndor de Plata                   | Mejor actriz protagonista en drama    | El amor después del amor | Nominada    | [ 21 ] [ 22 ] |
| 2023 | Premios Cóndor de Plata                   | Revelación femenina                   | El amor después del amor | Ganadora    | [ 21 ] [ 22 ] |
| 2024 | Premios Platino                           | Mejor actriz en miniserie o teleserie | El amor después del amor | Nominada    | [ 23 ]        |
| 2024 | Premios Martín Fierro de Cine y Series    | Mejor actriz                          | El amor después del amor | Nominada    | [ 24 ]        |
| 2025 | Festival Internacional de Cine de Roshani | Mejor actriz                          | No preguntes             | Nominada    | [ 25 ]        |